# Dekanat Mosty
Dekanat Mosty – jeden z 16 dekanatów diecezji grodzieńskiej na Białorusi. W jego skład wchodzi 8 parafii. 

## Lista parafii
| Lp. | Miejscowość / parafia                                             | Proboszcz / administrator | Kościół                                                               | Zdjęcie |
| --- | ----------------------------------------------------------------- | ------------------------- | --------------------------------------------------------------------- | ------- |
| 1   | Łunna Parafia św. Anny                                            |                           | Kościół św. Anny w Łunnej                                             |         |
| 2   | Mikielewszczyzna Parafia Nawiedzenia Najświętszej Maryi Panny     |                           | Kościół Nawiedzenia Najświętszej Maryi Panny w Mikielewszczyznej      |         |
| 3   | Mosty Parafia Matki Bożej Trzykroć Przedziwnej                    |                           | Kościół Matki Bożej Trzykroć Przedziwnej w Mostach                    |         |
| 4   | Piaski Parafia Matki Bożej Różańcowej                             |                           | Kościół Matki Bożej Różańcowej w Piaskach                             |         |
| 5   | Mosty Prawe Parafia św. Jana Chrzciciela                          |                           | Kościół św. Jana Chrzciciela w Mostach Prawych                        |         |
| 6   | Rohoźnica Wielka Parafia Najświętszej Maryi Panny Królowej Polski |                           | Kościół Najświętszej Maryi Panny Królowej Polski w Rohoźnicy Wielkiej |         |
| 7   | Strubnica Parafia Trójcy Przenajświętszej                         |                           | Kościół Trójcy Przenajświętszej w Strubnicy                           |         |
| 8   | Wołpa Parafia św. Jana Chrzciciela                                |                           | Kościół św. Jana Chrzciciela w Wołpie                                 |         |